# Bractwo Flisackie pw. św. Barbary w Ulanowie
Bractwo Flisackie pw. św. Barbary w Ulanowie – stowarzyszenie powołane w 1991, w Ulanowie i zrzeszające flisakow ulanowskich. Stowarzyszenie organizuje spływy tratwami Sanem i Wisłą.

## Historia
W 1616 roku Stanisław Uliński założył nad ujściem Tanwi do Sanu – nową osadę Ulinę, która była zaplanowana jako centrum rzemieślniczo-handlowe. Następnie powstawały cechy różnych rzemiosł, a mieszkańcy zajmowali się również kowalstwem, tkactwem, przetwórstwem drzewnym w rodzaju bednarstwa oraz innymi dziedzinami rękodzielnictwa, budową statków oraz tratew.
W 1630 roku powstało Bractwo św. Barbary, z którego w 1765 roku wyodrębniły się: Cech Retmański i Cech Sternicki. Ok. 1730 roku wykonano chorągiew sternicką, którą przechowywano w kościele św. Jana. W połowie XVIII wieku do chorągwi przytwierdzano metalowe obrazy św. Barbary i św. Anny. 
Ulanów stanowił przez długi czas ważne centrum handlu i transportu wodnego Sanem i Wisłą do Warszawy i Gdańska. Dlatego zwano go „Galicyjskim Gdańskiem; gdzie też i najwięcej galarów do spławiania zboża i innych ziemiopłodów się buduje”. Obok produktów rolnych spławiano kłody drzewa dębów, sosen i jodeł, w postaci nieobrobionej, które pozyskiwano w Puszczy Sandomierskiej. 
W 1991 roku w Ulanowie powstał komitet organizacyjny, który doprowadził do zarejestrowania Bractwa Miłośników Ziemi Ulanowskiej pw. św. Barbary. 8 września 1991 roku odbyła się inauguracja działalności członków Bractwa, które postanowiło nawiązać do historycznych tradycji flisackich - przez rozwijanie i kultywowania tradycji w obecnych czasach. W 1992 roku rozpoczęto wydawać periodyk pt. „Ziemia Ulanowska”. Pierwsza wyprawa „Szlakiem Praojców” z Ulanowa do Gdańska odbyła się 27 czerwca 1993 roku – wyprawa tratwą z Ulanowa, która 27 lipca dopłynęła do Gdańska. Pierwsi płynęli: retman Wincenty Pityński, pomocnik retmana szyper Zdzisław Nikolas i Mieczysław Pityński oraz flisacy: Ryszard Bryła, Franciszek Kopyto, Mieczysław Łabęcki, Marek Okoński, Stanisław Zwolak oraz śp. Andrzej Bąk, ówczesny burmistrz Ulanowa. W 1996 i 1997 roku odbyły się kolejne spływy. Od 1998 roku tratwy zbudowane przez Ulanowskich flisaków spływają na Odrze. W 1999 roku odbył się pierwszy spływ z Jarosławia do Sandomierza. W 2013 roku w XV Flisie Odrzańskim uczestniczył Prezydent RP Bronisław Komorowski. 
W 2005 roku flisacy z Ulanowa zostali włączeni w struktury międzynarodowe, a w 2009 roku zorganizowano Międzynarodowy Zjazd Flisaków w Ulanowie.
Budowa tratwy Ulanowskiej rozpoczyna się od „bindugi”, czyli zbicia tratwy, wyposażenia jej w niezbędne „urządzenia” typu drygawki, które służą do sterowania, śryki wykorzystywane do zatrzymywania jednostki itp. Obowiązkowe są budy z drewna pokryte słomą, które chronią przed deszczem i służą do spania, a specjalne palenisko służy do warzenia obiadów.